# 11137 Яріґатаке
11137 Яріґатаке (11137 Yarigatake) — астероїд головного поясу, відкритий 8 грудня 1996 року.
Тіссеранів параметр щодо Юпітера — 3,214.
Названо на честь Яріґатаке (яп. やりがたけ(槍ヶ岳)).